# Ужгородски университет
Ужгородски национален университет (съкратено УжНУ; на украински: Ужгородський національний університет) е висше училище в Киев, Украйна.
Основан е на 19 юли 1945 г. Той е един от класическите университети в Украйна, акредитирани по IV (най-високо) ниво на акредитация (с лиценз на Министерството на образованието на Украйна серии АГ № 582508).
Ректор на УжНУ е Владимир Иванович Смоланка, доктор на медицинските науки, професор.
Университетът има 111 доктори на науките, 116 професори, 400 кандидати на науките и доценти. Над 30 преподаватели имат почетни звания на Украйна, в частност – заслужили дейци на науката и техниката, член-кореспонденти, работници на народното образование, доктори, изобретатели. Броят на студентите е над 13 хиляди.
Формите на обучение са редовна и задочна. Подготовката на специалистите се провежда по образователно-квалификационни нива: бакалавър, специалист, магистър. Сроковете на обучение са 5 – 6 години.
Финансирането е както за сметка на средства от държавния бюджет, така и за сметка на юридически и физически лица.
В състава на университета има 17 института и факултета.